# إنفار

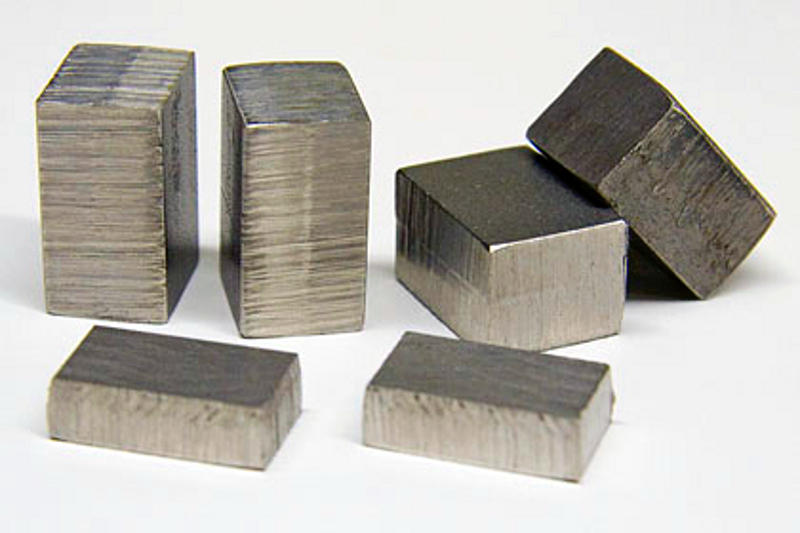
عينة من سبيكة إنفار

إنفار  هي سبيكة مؤلفة من عنصري الحديد والنيكل، والمتميزة بأنها ذات تمدد حراري منخفض. يشتق اسم هذه السبيكة من تلك الخاصة الفيزيائية، وذلك من الكلمة الإنجليزية invariable، والتي تعني «غير متغيرة».
اخترع شارل إدوار غيوم هذه السبيكة سنة 1895، وحصل نتيجة أعماله على جائزة نوبل في الفيزياء سنة 1920، إذ ساهمت في تطوير الأجهزة العلمية.